# Powiat Székesfehérvár
Powiat Székesfehérvár (węg. Székesfehérvári járás) – jeden z dziesięciu powiatów komitatu Fejér na Węgrzech. Siedzibą władz jest miasto Székesfehérvár.

## Miejscowości powiatu Székesfehérvár
- Csór
- Füle
- Iszkaszentgyörgy
- Jenő
- Kőszárhegy
- Lovasberény
- Moha
- Nádasdladány
- Pátka
- Polgárdi
- Sárkeresztes
- Sárkeszi
- Sárszentmihály
- Szabadbattyán
- Székesfehérvár
- Úrhida
- Vereb
- Zámoly